# Киро Кябаз
Киро Кябаз e български революционер, деец на ВМОРО.

## Биография
Роден е в западномакедонския град Струга, тогава в Османската империя. Влиза във ВМОРО и като четник взима участие в Илинденско-Преображенското въстание. След Балканската война в 1912 година и окупацията на Стружко от Сърбия, участва и в Охридско-Дебърското въстание. Умира от сръбски побой.